# AS CotonTchad
L'Association Sportive CotonTchad és un club de futbol de la ciutat de N'Djamena, Txad.
Els seus colors són el verd i el blanc.

## Palmarès
- Lliga txadiana de futbol: [4]

1996, 1998
- Copa txadiana de futbol: [5]

1995, 1999, 2009
- Copa de la Lliga de N'Djaména de futbol: [5]

2009